# Solenobia larella
Solenobia larella är en fjärilsart som beskrevs av Pierre Chrétien 1906. Solenobia larella ingår i släktet Solenobia och familjen säckspinnare. Inga underarter finns listade i Catalogue of Life.